# Abraham Kuyper
Pour les articles homonymes, voir Kuyper.
Abraham Kuyper (), né le 29 octobre 1837 à Maassluis et mort le 8 novembre 1920 à La Haye, est un homme d'État néerlandais.
Pasteur protestant et théologien, il est le fondateur du premier parti politique aux Pays-Bas, le Parti antirévolutionnaire (ARP), et de l'université libre d'Amsterdam. Chef de file et porte-parole d'un courant néo-calviniste fondé dans les années 1880, Kuyper contribua à la création de l'union d'églises réformées conservatrices des Pays-Bas (Gereformeerde Kerken in Nederland).
Après la victoire électorale de l'ARP en 1901, il fut président du Conseil des ministres jusqu'en 1905. Sa base électorale, dite des gens ordinaires (De kleine luyden), appréciait son charisme. Sur le plan religieux, ses adversaires étaient les protestants libéraux ; sur le plan politique, c'étaient les socialistes du Parti des travailleurs socialiste-démocrate (SDAP). Ses alliés furent les autres partis religieux, y compris catholiques. Pour les fédérer dans la lutte contre les idées libérales, il créa le concept d'antithèse politique (nl) qui oppose les partis religieux et les partis libéraux et laïcs. Il est à l'origine de la pilarisation de la société néerlandaise, qui s'est atténuée dans les dernières décennies du XXe siècle.
Sa pensée est toujours présente aux Pays-Bas et à l'étranger au sein de certains milieux calvinistes. Ses nombreux articles écrits en tant que journaliste et repris par les générations suivantes, qui s'en servirent comme de lignes directrices, continuèrent de faire vivre l'ARP jusqu'en 1980.

## Biographie
Abraham Kuyper naît à Maassluis en Hollande-Méridionale (où son père Jan Frederik Kuyper est pasteur de l'Église réformée néerlandaise) le 29 octobre 1837. Il est élevé à la maison jusqu'au début de ses études secondaires au lycée de Leyde. De 1855 à 1862, il étudie les lettres, la philosophies et la théologie à l'université de Leyde. Il obtient son doctorat en théologie en 1862, après avoir soutenu une thèse sur les différences entre Jean Calvin et le réformateur polonais Jan Łaski s'agissant des règles qui doivent être respectées dans l'Église ; sa préférence pour la position de Jan Łaski y apparaît clairement.
Le 1er juillet 1863, il épouse Johanna Hendrika Schaaij (1842-1899) ; ils ont par la suite huit enfants (trois filles et cinq fils). La même année, il est nommé pasteur à Beesd (Gueldre). Il est par la suite nommé pasteur à Utrecht (1867) puis à Amsterdam (1870).
À partir de 1871, il collabore à l'hebdomadaire De Heraut, avant de fonder l'année suivante le quotidien De Standaard, lié au précédent. Il en reste rédacteur en chef jusqu'en 1920, écrivant lui-même plusieurs milliers d'articles.
Après un échec lors de l'élection de 1873 et la mort du député élu à cette occasion, en 1874, il est élu député de la Chambre basse pour les anti-révolutionnaires, dans la circonscription de Gouda ; il quitte la Chambre basse en 1877.
En 1878, il joue un rôle important dans les protestations contre la loi sur les établissements scolaires de Jan Kappeyne van de Coppello et comme soutien de l'enseignement privé.
En 1879, il fonde l'Anti-Revolutionaire Partij (ARP) (Parti anti-révolutionnaire), dont il restera le chef de file jusqu'à sa mort ; l'un de ses principaux combats en politique porte sur la défense de l'enseignement privé. En 1880, il fonde l'Université libre d'Amsterdam, dont il est le premier recteur, et où il enseigne la théologie.
En 1886, il prend la tête d'un mouvement (la Doleantie) qui se détache de l'Église réformée néerlandaise (Nederlands Hervormde Kerk) et conduira à la fondation des Christelijke Gereformeerde Kerken (Églises dites « reréformées ») en 1892 après une union avec un groupe ayant quitté l'Église réformée néerlandaise lors de la "séparation de 1834".
Il est de nouveau élu député à la Chambre basse en 1894.
En 1898, il se rend aux États-Unis ; il y est reçu par le président McKinley et délivre six conférences majeures sur le calvinisme à l'université de Princeton (The Stone Lectures).
En 1901, l'ARP bat les catholiques et les libéraux aux élections. Kuyper devient président du Conseil et forme le cabinet Kuyper. En 1903, son gouvernement doit faire face aux grèves massives des chemins de fer. La droite perd les élections en 1905 et Kuyper ne revient pas au pouvoir par la suite. De 1905 à 1907, il fait un long périple autour de la mer Méditerranée.
En 1907, il est réélu à la tête de l'ARP. La même année, il échoue dans une élection législative partielle à Sneek, car le parti conservateur allié CHU lui refuse son soutien. En 1908, il est exclu par Heemskerk des discussions pour la formation d'un gouvernement conservateur, mais reçoit le titre honorifique de ministre d’État. Il retrouve la Chambre basse après son succès aux élections législatives partielles dans la circonscription de Ommen. Il est aussi élu à Sneek mais choisit de conserver le siège de représentant de Ommen, où il sera réélu aux élections législatives générales de 1909.
En 1909, il est nommé président du comité de réforme orthographique de la langue néerlandaise. Il reçoit un Doctorat honoris causa de l'Université catholique de Louvain. Il est mis en cause dans l'affaire des décorations (lintjeszaak), affaire de corruption dont il sera déclaré innocent l'année suivante par la commission d’enquête parlementaire.
De 1910 à 1912, il est membre de la commission présidée par Heemskerk pour préparer une révision constitutionnelle. En 1912, il démissionne de la Chambre basse pour raison de santé, mais revient en politique l'année suivante, cette fois comme sénateur de Hollande-Méridionale, siège qu'il conservera jusqu'à sa mort. En 1913, il est fait commandeur dans l'ordre du Lion néerlandais.
Pendant la Première Guerre mondiale, alors que les Pays-Bas sont neutres mais sollicités à divers titres par les belligérants, Kuyper adopte une ligne pro-allemande en raison de son hostilité envers les Anglais depuis la guerre des Boers.
En 1918, il joue un rôle important dans la formation du premier gouvernement conduit par Charles Ruijs de Beerenbrouck.
Il meurt le 8 novembre 1920 à La Haye, à l'âge de quatre-vingt-deux ans ; son enterrement est largement suivi par les médias et le grand public.

## L'action de Kuyper dans le domaine religieux

### Kuyper et l'Église
Kuyper, fils d'un pasteur protestant, est né à Maassluis (Hollande-Méridionale). Il a étudié la théologie et les langues classiques à l'université de Leyde, où il passa son doctorat dans sa vingt-quatrième année. Dans sa vingt-cinquième année, il se maria et fut nommé à Beesd (Betuwe).
Au cours de ses études, Abraham Kuyper est formé, selon l'usage au milieu du XIXe siècle, pour être un pasteur libéral.
Cependant, au cours de son pastorat à Beesd, Kuyper entra en contact avec la communauté religieuse protestante conservatrice dite « orthodoxe ». Sous l'influence de sa femme, il devint leur guide et leur représentant, et il le resta après sa nomination à Amsterdam. Ayant constaté que les convictions « orthodoxes » n'étaient pas en accord avec l'Église réformée néerlandaise (Nederlandse Hervormde Kerk) dont la Confession de foi et la doctrine étaient modernes et libérales, il consacra le restant de sa vie à la défense de cette communauté et de sa conception de la foi au travers de la création d'une Église, d'un journal, d'une université et d'un parti politique.
Son désaccord avec les conceptions libérales de la Nederlandse Hervormde Kerk lui valut d'être suspendu en 1866 en raison de ses idées sur l'administration de l'Église, et de provoquer un schisme à cette occasion. Suivi par quelques dizaines de partisans, il s'unit avec les églises réformées libres (Christelijke Gereformeerde Kerk in Nederland, CGK) pour fonder l'église reréformée (Gereformeerde Kerk) qui attira rapidement un grand nombre de personnes et devint la 2e plus grande église du pays. Ce schisme est connu en néerlandais sous le nom de doleantie, mot qui provient du latin dolere : « se plaindre, s'attrister ». Le but de la nouvelle Église était de revenir aux règles des Canons de Dordrecht (Dordtse Kerkorde) de 1619 selon lesquels l'organisation ecclésiale et la confession de foi étaient décidées par des communautés paroissiales autonomes et ensuite par l'ensemble des croyants réunis en synode et non plus par une autorité centrale permanente et, selon Kuyper, trop libérale.

### L'œuvre théologique
Abraham Kuyper est l'auteur d'une somme théologique calviniste, l'Encyclopédie de la théologie sacrée (« Encyclopaedie der Heilige Godgeleerdheid ») parue de 1893 à 1895, traduite et publiée en anglais aux États-Unis dès 1898 sous le titre Encyclopedia of Sacred Theology,. Le premier volume contient d'une part une introduction à la notion d'encyclopédie théologique sur une cinquantaine de pages et d'autre part une histoire de la théologie calviniste d'environ cinq cents pages. Aucun ouvrage de cette sorte n'avait jamais été écrit auparavant. Les volumes 2 et 3 sont à proprement parler théologiques. Kuyper y traite en détail de l'étude théologique quant aux objectifs, méthodes et comparaison avec les autres branches de la science, ainsi que la façon dont ces facteurs ont évolué historiquement dans l'histoire de l'église. Kuyper y développe aussi sa fameuse description des « deux sciences », celle qu'il appelle « régénérée » et celle qu'il considère « non régénérée ». Il construit aussi des réflexions intéressantes sur les différences entre les sciences naturelles et théologiques, en particulier sur les effets du péché sur l'effort scientifique. Malgré un contenu souvent très technique, avec beaucoup d'attention apportée à l'étymologie et la sémiologie, l'ouvrage constitue encore une source intéressante pour la réflexion des laïcs chrétiens et est à l'origine de l'influence durable de Kuyper dans le monde réformé conservateur. L'Encyclopédie de la théologie sacrée a été souvent citée par des théologiens calvinistes comme Herman Bavinck, Cornelius van Til ou Richard Gaffin. Une réédition en a été publiée en 2008.
D'autres ouvrages théologiques de Kuyper sont toujours diffusés aujourd'hui, notamment ses six conférences sur le calvinisme ("Calvinism: Six Stone lectures") et une compilation de ses idées sur le Saint-Esprit (« The Work of the Holy Spirit »).

## L'action de Kuyper dans la vie sociale

### Kuyper et la femme
Dans Antirevolutionair ook in uw Huisgezin (Anti-révolutionnaire, jusque dans votre ménage), Kuyper lance un appel de prise de conscience aux familles chrétiennes : « Les ménages (...), où la femme a pris la première place, et où son époux joue un rôle subalterne, sont enclines au péché ». Kuyper laisse une marge d'exception pour les cas où la nature elle-même a posé des frontières « floues et peu claires », là où « la femme s'est masculinisée et l'homme s'est féminisé ».
Cependant, la règle générale selon Kuyper est que l'homme, « qu'il soit fort ou faible », est « Roi dans sa maison ». Et : « Un homme qui laisse le rôle du chef de famille à la femme est un homme lâche et indigne d'être un homme. » Une fois pour toutes et sans aucun doute, Kuyper affirme que « la volonté [de la femme] doit être soumise à l'homme » et que « l'autorité du ménage échoit à l'homme. »
Et Kuyper de conclure : « Même si la femme est assez heureuse d'avoir un homme, qui lui est supérieur dans tous les aspects, et qui, de plus, est gentil avec elle, elle lui doit quand même toute obéissance. »
Toutefois, à l'opposé de beaucoup de ses contemporains, Kuyper accordait un droit de vote aux femmes dans les affaires touchant à la religion, et il était d'avis que les veuves et les femmes célibataires devrait également obtenir le droit de vote politique.

### Position de Kuyper sur la vie sociale et familiale
Son point de vue sur la vie sociale est exposé dans Antirevolutionair óók in uw huisgezin ("antirévolutionnaire aussi en famille"), qu'il fit paraître en 1880 dans ses articles hebdomadaires dans le Standard, l'organe de la Gereformeerde Kerk. Il y affirme l'importance de considérer la vie familiale domestique pour la vie sociale.
Kuyper rejette toute intervention de l'État dans une grande partie de la vie sociale, parce que les différentes parties de la société ont selon lui le droit de déterminer leurs propres règles. Cette idée lui fournit un argument théologique contre l'influence libérale dans l'éducation. Il a exprimé pour la première fois ce principe de « souveraineté dans sa propre sphère » dans un discours portant ce titre qu'il a prononcé en 1880 à l'occasion de l'inauguration de l'université libre d'Amsterdam qu'il avait lui-même fondée. Aux Pays-Bas, cette idée est à la base de la pilarisation de la société néerlandaise. Grâce à l'Église réformée hollandaise cette idée a pris pied en Afrique du Sud. Elle prit là-bas une tournure raciste et devint l'une des « légitimations » de l'apartheid, ce qui ne saurait avoir été l'intention de Kuyper.
Selon Kuyper, dans une famille accomplie, qui s'est développée normalement, cinq types de relations seraient nécessaires toujours et partout : celle entre les parents et les enfants ; celle entre l'homme et la femme ; celle entre les frères et les sœurs ; celle entre celui qui est servi et celui qui sert et enfin celle entre ce qui appartient à la famille et ce qui y est étranger.
De la relation avec le père proviendraient le respect pour l'autorité et la volonté de justice, de la relation avec la mère, le désir d'une vie plus tendre, du lien conjugal entre l'homme et la femme, la confiance, la considération et la compréhension mutuelles, de la relation entre frères et les sœurs, la liberté, l'égalité et la fraternité, et de la relation entre ceux qui sont servis et ceux qui servent, la serviabilité.

### Kuyper et les ouvriers
En 1889, il fit paraître Handenarbeid (« Le travail manuel »). Il y affirmait que le mécontentement des ouvriers est un danger à prendre en compte pour la sécurité de la vie sociale et il y appelait les ouvriers à apprendre à se contenter de peu.
En 1891, il prononça le discours d'ouverture du congrès de l'organisation syndicale chrétienne Patrimonium (nl). Il y appelait les ouvriers présents à renoncer à l'amélioration de leur sort et à faire plutôt passer au premier plan la vie éternelle.
Kuyper brisa en 1903 la grève des dockers et des cheminots avec ses worgwetten (« lois d'étranglement »). Il fit du conflit une question d'autorité et condamna la grève comme une action politiquement révolutionnaire, anarchiste et comme un « mouvement criminel ». Il rendit toute pression sur les « briseurs de grève » passible de poursuites pénales. Certains grévistes furent emprisonnés. Ce n'est qu'en 1980 que l'interdiction de grève pour les fonctionnaires et les cheminots a été levée.

## L'action de Kuyper en politique

### Les idées politiques de Kuyper

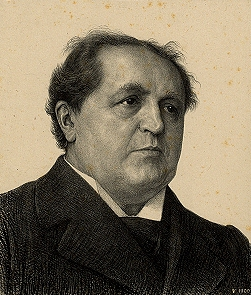
Kuyper en 1900, par Jan Veth.

Kuyper était pasteur à Amsterdam depuis quatre ans, lorsqu'il fut élu député de la Chambre basse en 1874. Il était proche des idées de Groen van Prinsterer et de Keuchenius. En 1877, il quitta la Chambre, pour n'y revenir que dix-sept ans plus tard, en 1894.
Jusqu'au milieu de la deuxième moitié du XIXe siècle, les Pays-Bas ne connurent aucun parti politique avec une organisation nationale. Chaque circonscription comptait des associations d'électeurs de signature libérale, conservatrice, catholique ou anti-révolutionnaire. En 1879, Kuyper fonda le Parti anti-révolutionnaire (Anti-Revolutionaire Partij (ARP). Ce parti s'appropriait et organisait la pensée protestante, présente dans la société néerlandaise de manière latente depuis le début du XIXe siècle. Par le nom de son parti et par son programme politique, Kuyper se distanciait explicitement de la Révolution française, née du siècle des Lumières et qui mettait l'accent sur la souveraineté du peuple. Kuyper se faisait quant à lui l'interprète du « petit peuple », les kleine luyden, ces commerçants, agriculteurs et fonctionnaires, qui constituent encore aujourd'hui la base traditionnelle du CDA, parti issu de la fusion de l'ARP avec l'Union chrétienne historique (CHU) et le Parti populaire catholique (KVP) en 1980. Les Anti-révolutionnaires, ainsi que l'on prit l'habitude de désigner les partisans de l'ARP, étaient de fervents soutiens de la monarchie et défendaient les colonies et les territoires des Indes orientales néerlandaises, sous le prétexte d'être les serviteurs de Dieu. Le journal De Standaard, fondé par Kuyper à la même époque, fut étroitement lié à l'ARP.

### Au gouvernement
En 1901, les élections furent remportées par la coalition des anti-révolutionnaires et des catholiques de Herman Schaepman (en). Kuyper forma un cabinet de huit ministres et s'attribua le ministère de l'intérieur. Les principaux chantiers de ce gouvernement furent les suivants :
- Le développement de la législation sociale, qui avait été assez rapide sous le gouvernement Pierson, fut plus ou moins mis en sommeil après 1901 sous la pression du chef de parti conservateur Alexander de Savornin Lohman, dont le soutien était indispensable au gouvernement.
- Le cheval de bataille par excellence des partis confessionnels, l'égalité de l'enseignement privé, ne progressa guère davantage. Kuyper, dont cette question relevait étant donné son portefeuille, fut surnommé ironiquement dans la presse « le ministre des voyages à l'étranger ». En effet le Premier ministre s'occupait beaucoup de politique étrangère, éclipsant son faible ministre des Affaires étrangères.
- En politique étrangère justement, Kuyper, devenu très hostile au Royaume-Uni lors de la seconde guerre des Boers, fut soupçonné de préparer une alliance avec l'Allemagne. Il n'y parvint cependant jamais en raison de la neutralité stricte de la reine Wilhelmine.
- Sur le plan de la politique coloniale, le gouvernement Kuyper est à l'origine d'une innovation importante : la politique éthique dans les Indes orientales néerlandaises.

En 1905, la coalition perdit les élections face aux libéraux. Kuyper ne revint jamais au pouvoir.

## Postérité et influence
Les points de vue et des actes politiques de Kuyper ont profondément influencé la politique néerlandaise. Kuyper a provoqué la pilarisation, expression sociale de l'antithèse (nl) dans la vie publique. Sa défense du traitement de parité pour les organisations et les institutions confessionnelles a créé la base de l'alliance entre protestants et catholiques qui allait dominer la politique néerlandaise jusqu'à nos jours. L'un des principaux partis politiques des Pays-Bas, le CDA, est encore fortement influencé par la pensée de Kuyper. Son plus grand acte théologique, la fondation de l'Église reréformée aux Pays-Bas n'a été défait qu'en 2005 par la création de l'Église protestante dans les Pays-Bas qui a réuni toutes les Églises réformées et luthériennes des Pays-Bas.
En Amérique du Nord, les opinions politiques et théologiques de Kuyper ont eu un impact significatif, en particulier dans la communauté réformée. Il est considéré comme le père du néo-calvinisme et a eu une influence considérable sur la pensée de philosophe Herman Dooyeweerd (en). Parmi les autres personnalités influencées par Kuyper, on trouve Auguste Lecerf, D. H. Th. Vollenhoven (en), Francis Schaeffer, Cornelius van Til, Alvin Plantinga, Nicholas Wolterstorff, Albert M. Wolters , Vincent Bacote, Anthony Bradley, Chuck Colson, Timothy J. Keller, James Skillen, R Tudur Jones, Bobi Jones, et l'artiste hip-hop Lecrae.
Les institutions influencées par Kuyper comprennent Cardus (anciennement The Work Foundation Research), Calvin College, Dordt College (en), Institute for Christian Studies (en), Redeemer University College (en), Coalition for Christian Outreach (en), Covenant College (en), le Center for Public Justice (en), et l'Institut de Washington pour la foi, la vocation et la culture. En 2006, le Reformed Bible College, situé à Grand Rapids, Michigan a été rebaptisé Kuyper College (en) en l'honneur d'Abraham Kuyper.
De même que l'influence de Kuyper sur la politique démocrate-chrétienne européenne a été profonde et durable, autant sa théologie politique a été cruciale dans l'histoire de l'Afrique du Sud, sans doute encore plus qu'aux Pays-Bas. La conception chrétienne-nationale dérivée de ses idées, centrée sur l'identification de la communauté afrikaner calviniste en tant que fondatrice et kern der natie (« noyau de la nation ») a été un point de ralliement pour l'Église réformée hollandaise (Nederduitse Gereformeerde Kerk). Les disciples chrétiens-nationalistes de Kuyper en Afrique du Sud ont joué un rôle-clé dans la construction d'institutions culturelles, politiques et économiques afrikaners pour restaurer les fortunes afrikaners après la guerre des Boers, y compris l'apartheid. Saul Dubow note en effet que Kuyper a préconisé « le regroupement de sang » comme « base physique pour tout développement élevé » dans les « conférences Stone » en 1898. Mais l'historien George Harinck a depuis fait valoir que « Kuyper n'a pas été guidé par le racisme culturel de son époque, mais par sa foi calviniste en l'égalité humaine ».
À titre d'illustration de sa popularité durable, il fut classé dans le « top 100 » du concours Le plus grand des Néerlandais (nl), diffusé par la télévision néerlandaise en 2004.